# Caridina yulinica
Caridina yulinica е вид десетоного от семейство Atyidae.

## Разпространение
Видът е разпространен в Китай (Гуанси).